# Eopenthes arduus
Eopenthes arduus är en skalbaggsart som beskrevs av Sharp 1908. Eopenthes arduus ingår i släktet Eopenthes och familjen knäppare. Inga underarter finns listade i Catalogue of Life.